# Monfalcone (stacja kolejowa)
Monfalcone (włoski: Stazione di Monfalcone) – stacja kolejowa w Monfalcone, w regionie Friuli-Wenecja Julijska, we Włoszech. Znajdują się tu 2 perony. Jest zarządzana przez Rete Ferroviaria Italiana i Centostazioni. Rocznie obsługuje około 1,7 mln pasażerów.
Stacja została otwarta w dniu 1 października 1860 roku, kiedy otwarto linię kolejową do Triestu i Gorycji. 

## Ruch
- EuroStar City Italia do Werony, Mediolanu
- InterCity (ex "Miramare") do Bolonii, Florencji, Rzymu
- InterCityNotte (ex "Marco Polo") per Bolonii, Florencji, Rzymu, Neapolu
- InterCityNotte (ex "Tergeste") do Ankony, Pescary, Bari, Lecce
- EuroNight "Venezia" do Lublany, Zagrzebia, Budapesztu, Moskwy